# Võ Thừa Tự
Võ Thừa Tự (chữ Hán: 武承嗣; 649 - 19 tháng 9, 698), tự Phụng Tiên (奉先), người Văn Thủy, Tịnh Châu (nay là Văn Thủy, Sơn Tây), ngoại thích đại thần nhà Đường, cháu trai Võ Tắc Thiên (武则天).
Năm 684, thụ Lễ bộ Thượng thư cùng Trung Thư môn hạ Tam phẩm. Năm 685, thêm  thêm Đồng bình chương sự, trở thành Tể tướng, hơn tháng thì bãi miễn. Năm 689, thụ Nạp ngôn. Năm 690, tiến Văn Xương Tả tướng.
Thời kỳ Võ Chu, Võ Thừa Tự trắng trợn tru diệt hoàng thất nhà Đường cùng trung thần, thành lập Võ thị thất miếu, thỉnh cầu Võ Tắc Thiên lập thành Thái tử, gặp phải đám người Địch Nhân Kiệt (狄仁杰) phản đối.
Năm 692, u buồn mà chết. Tặng Thái úy, Tịnh Châu mục, thụy hiệu Tuyên (宣).

## Thân thế
Võ Thừa Tự là con trai của Võ Nguyên Sảng (武元爽). Võ Tắc Thiên lấy thân phận Thiên hậu lâm triều xưng chế, vì củng cố quyền thế của bản thân, bắt đầu trọng dụng Võ thị thân tộc, Hạ Lan Mẫn Chi (贺兰敏之) chết rồi, Võ Thừa Tự từ Lĩnh Nam được triệu hồi kinh, nhận chức Thượng thư phụng ngự, không lâu thì được đề bạt làm Bí thư giám, kế thừa tước vị Chu Quốc công của ông nội là Võ Sĩ Hoạch (武士彟).
Năm 685, đảm nhiệm Lễ bộ Thượng thư, không lâu thì thụ chức Thái thường khanh cùng Trung Thư môn hạ Tam phẩm. Võ Thừa Tự dựa vào bám váy mà leo lên chức Tể tướng, Võ Thừa Tự thân cư yếu chức hơn mười năm, ngoại trừ vì Võ thị tranh quyền